# Móricz Zsigmond körtér (métro de Budapest)
Móricz Zsigmond körtér est une station du métro de Budapest. Elle est sur la  .

## Lieu remarquable à proximité
- Móricz Zsigmond körtér